# Krait (processor)
Krait is de centrale verwerkingseenheid (Engels: CPU) in de Qualcomm Snapdragon-system-on-a-chipfamilie vanaf de S4-serie. Voor de eerdere series worden Scorpion-processors gebruikt.

## Krait
De Krait is gebaseerd op de ARM-architectuur en heeft veel overeenkomsten met de ARM Cortex-A15. Qualcomm tekende eind 2005 de licentie met ARM om hun architectuur te gebruiken. In 2010 verschenen de eerste Scorpion-multikernprocessors op de Snapdragon-chipsets. In 2012 werd de veel kleinere Krait-multikernprocessor uitgebracht; deze heeft een minimumgrootte van 28 nm, terwijl de Scorpions eerst 65 nm en later 45 nm groot waren.

## Varianten
De Kraitprocessor is er in verschillende varianten met verschillende kloksnelheid en IPC (instructions per cycle) per processorkern.
- Krait 200: 1,5 GHz - 3,3 DMIPS/MHz
- Krait 300: 1,9 GHz - 3,4 DMIPS/MHz
- Krait 400: 2,3 GHz - 3,4 DMIPS/MHz
- Krait 450: 2,5 GHz - 3,5 DMIPS/MHz